# Hugo Bunel
Hugo Bunel, también Hugo de la Roche y Hugues d'Igé (m. 1099), fue un noble caballero normando, señor de La Roche-Mabile. Era hijo de Robert d'Igé, señor de Igé en Orne, Normandía. En 1077 Mabel de Bellême se apropió por la fuerza de la heredad de Hugo, aprovechando sus malas artes, posición e influencia de su marido Roger II de Montgomery con Guillermo I de Inglaterra. Mabel tenía por costumbre, cuando tenía interés por algo, gestar provocaciones y muchos nobles perdieron sus tierras y acabaron en la indigencia. Dos años más tarde Hugo y sus hermanos Raúl, Richard y Goislin, organizaron una razia de venganza, entrando en el castillo de Mabel y acabaron con su vida el 2 de diciembre de 1079.
Fue Hugo quien de un golpe de espada decapitó a Mabel.
El grupo escapó, destruyendo los puentes que se encontraban a su paso para obstaculizar la persecución. Esta táctica resultó especialmente eficaz, ya que los cursos de agua locales se encontraban inundados. El hijo de Mabel, Hugo II de Montgomery, lideró la persecución con 16 caballeros. El asesinato de Mabel se convirtió en uno de los más infames de la época. Orderico Vital cita que «cuando se consumó el asesinato de esta terrible dama, muchos se alegraron de su suerte». William Pantulf, quien también había sido privado de su heredad por Mabel, fue sospechoso del asesinato tras su regreso de Italia. Escapó del castigo tras pasar una dura ordalía.

## Exilio
Hugo y sus hermanos escaparon de Normandía y huyeron a Apulia, Sicilia y al Imperio Bizantino ofreciendo sus servicios al emperador Alejo I Comneno. Perseguidos por cazarrecompensas, los hijos de Mabel y hombres de Guillermo II de Normandía, temiendo por sus vidas se unieron al ejército sarraceno. Allí aprendieron árabe y adoptaron costumbres sarracenas. Cuando Roberto Curthose, heredero de Normandía, llegó a Jerusalén el 7 de junio de 1099 en la Primera Cruzada, Hugo Bunel se presentó ante él, ataviado completamente como guerrero y le juró lealtad como su señor natural. Hugo le proporcionó detalles de las tácticas de combate sarracenas, así como fue su traductor. No hay evidencia de que Hugo recuperase sus feudos ancestrales a cambio de su servicio al duque, pero sí parece que su fidelidad, valentía, habilidad con las armas y servicio sirvió para poner fin a la persecución por la muerte de Mabel.